# Anochetus maryatiae
Anochetus maryatiae is een mierensoort uit de onderfamilie van de Ponerinae. De wetenschappelijke naam van de soort is voor het eerst geldig gepubliceerd in 2011 door Nurul Aida & Idris.